# Elias Olsson
Elias Olsson, född 23 april 2003, är en svensk fotbollsspelare som spelar för Kalmar FF och representeras av fotbollsagenturen Full Potential Agency.

## Klubblagskarriär
Elias Olssons moderklubb är Arlövs BI. Via FC Burlöv och Kyrkheddinge IF hamnade han i de tidiga tonåren i Husie IF. Säsongen 2017 slog sig en 14-årig Olsson in i Husie IF:s A-lag. Under åren i Husie jagades Olsson av flera större klubbar – såsom Feyenoord, Midtjylland och IFK Göteborg – men hösten 2018 stod till slut valet mellan Malmö FF och Kalmar FF.

### Kalmar FF
I november 2018 skrev Olsson på för Kalmar FF, en övergång som skulle träda i kraft först sommaren 2019. För att kunna avsluta högstadiet hemma i Staffanstorp, och samtidigt matchas på en högre nivå än tidigare, kom Kalmar FF överens med IFK Malmö om ett låneavtal där Olsson representerade Malmö-klubben under våren 2019. I juli 2019 gick flyttlasset slutligen till Kalmar.
Ett år efter att Olsson anslutit till Kalmar FF:s ungdomsverksamhet fanns han för första gången med i en allsvensk trupp, mot IF Elfsborg den 13 juli 2020. Då blev det dock ingen speltid. Inför säsongen 2021 lyftes Olsson dock upp i A-laget och i årets första träningsmatch mot Malmö FF den 6 februari 2021 fick Olsson också begå sin A-lagsdebut.
I premiäromgången av Allsvenskan 2021 debuterade Olsson också i den högsta serien, då han spelade hela 0-0-matchen mot Östersunds FK den 12 april 2021.

#### Utlåningar
Den 31 augusti 2021 lånades Olsson ut till nederländska FC Groningen på ett låneavtal över resten av året. Den 14 juli 2022 lånades han ut till Næstved BK i danska andraligan på ett låneavtal över resten av året.

## Landslagskarriär
Elias Olsson har representerat Sverige på U17-landslagsnivå, där debuten skedde i en fyrnationsturnering mot Paraguay den 10 maj 2019.

## Statistik
| Klubb              | Säsong             | Liga                       | Liga    | Liga | Nationell cup | Nationell cup | Totalt  | Totalt |
| Klubb              | Säsong             | Division                   | Matcher | Mål  | Matcher       | Mål           | Matcher | Mål    |
| ------------------ | ------------------ | -------------------------- | ------- | ---- | ------------- | ------------- | ------- | ------ |
| Husie IF           | 2017               | Division 5 Sydvästra Skåne | 8       | 2    | —             | —             | 8       | 2      |
| Husie IF           | 2018               | Division 5 Västra Skåne    | 15      | 4    | —             | —             | 15      | 4      |
| Husie IF           | Totalt             | Totalt                     | 23      | 6    | —             | —             | 23      | 6      |
| IFK Malmö          | 2019               | Division 2 Västra Götaland | 7       | 0    | —             | —             | 7       | 0      |
| Kalmar FF          | 2021               | Allsvenskan                | 5       | 0    | 4             | 0             | 9       | 0      |
| FC Groningen (lån) | 2021/2022          | Eredivisie                 | 1       | 0    | 1             | 0             | 2       | 0      |
| Næstved BK (lån)   | 2022/2023          | 1. division                | 10      | 0    | 3             | 0             | 13      | 0      |
| Totalt i karriären | Totalt i karriären | Totalt i karriären         | 46      | 6    | 8             | 0             | 54      | 6      |